# Филармонический оркестр Халиско
Филармонический оркестр Халиско (исп. Orquesta Filarmónica de Jalisco) — мексиканский симфонический оркестр, базирующийся в городе Гвадалахара, столице штата Халиско.
Основан в 1912 г. В 1942 г., по случаю празднования 400-летия города, преобразован в Гвадалахарский симфонический оркестр (исп. Orquesta Sinfónica de Guadalajara). C 1971 г. оркестр находится под патронатом Департамента искусств штата Халиско, в 1988 г. получил нынешнее название.

## Главные дирижёры
- Хосе Ролон (1912—1919)
- Амадор Хуарес (Amador Juárez, 1919—1923)
- Хосе Тринидад Товар (José Trinidad Tovar, 1923—1939)
- Лесли Ходж (1945—1950)
- Абель Айзенберг (1951—1956)
- Хельмут Гольдман (Helmut Goldman, 1957—1964)
- Эдуардо Мата (1965—1966)
- Кеннет Клайн (Kenneth Klein, 1967—1978)
- Хуго Ян Хусс (Hugo Jan Huss, 1979—1981)
- Франсиско Ороско (Francisco Orozco, 1982—1986)
- Хосе Гвадалупе Флорес (José Guadalupe Flores, 1986—1987)
- Мануэль де Элиас (Manuel de Elías, 1987—1990)
- Хосе Гвадалупе Флорес (José Guadalupe Flores, 1990—1995)
- Гильермо Сальвадор (Guillermo Salvador, 1996—2000)
- Эррера де ла Фуэнте (Herrera de la Fuente, 2000—2002)
- Эктор Гусман (Héctor Guzmán, с 2002 г.)